# خوزه لوئیز دری
خوزه لوئیز دری (به پرتغالی: Jose Luis Drei) مدافع اهل برزیل است که در شهر برزیل و در تاریخ ۲۳ سپتامبر ۱۹۷۳ به دنیا آمده‌است.
خوزه لوئیز دری در تیم‌های فوتبال Bellmare Hiratsuka سابقهٔ حضور دارد.